# Ligne d'Orange à Buis-les-Baronnies
La ligne d'Orange à Buis-les-Baronnies, également dénommée Petit train du Buis,, était une ligne de chemin de fer française à écartement métrique et à voie unique non électrifiée qui reliait les villes d'Orange (Vaucluse) et Buis-les-Baronnies (Drôme) entre le 10 mai 1907 et 1952.
La ligne, ainsi que le matériel roulant et les équipements, a appartenu à la Compagnie des chemins de fer de Paris à Lyon et à la Méditerranée puis à la SNCF. L'exploitation était confiée à la Société générale des chemins de fer économiques. Elle constituait la ligne n° 931 000 du réseau ferré national.

## Histoire

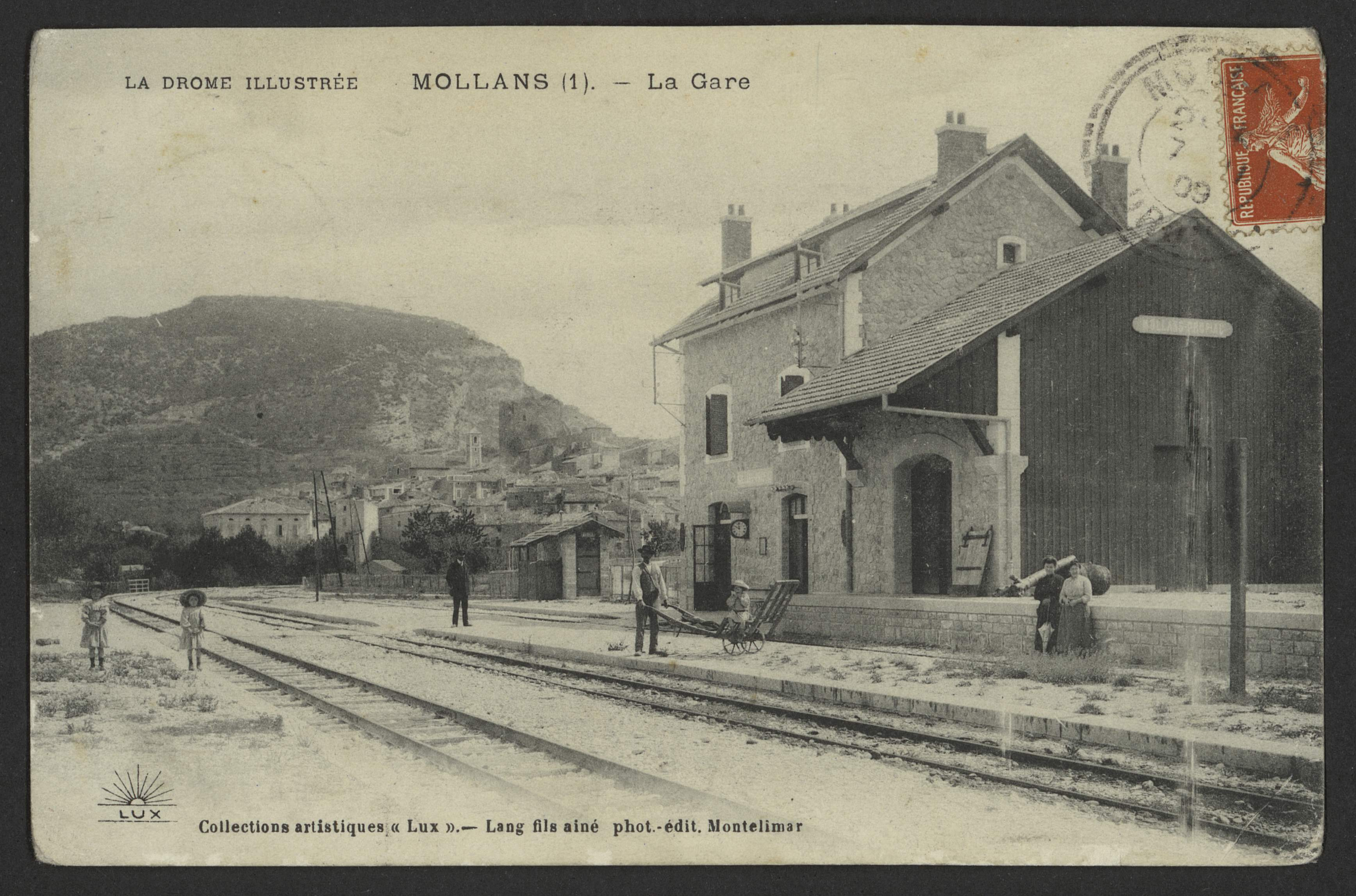
La gare de Mollans

### Premiers projets

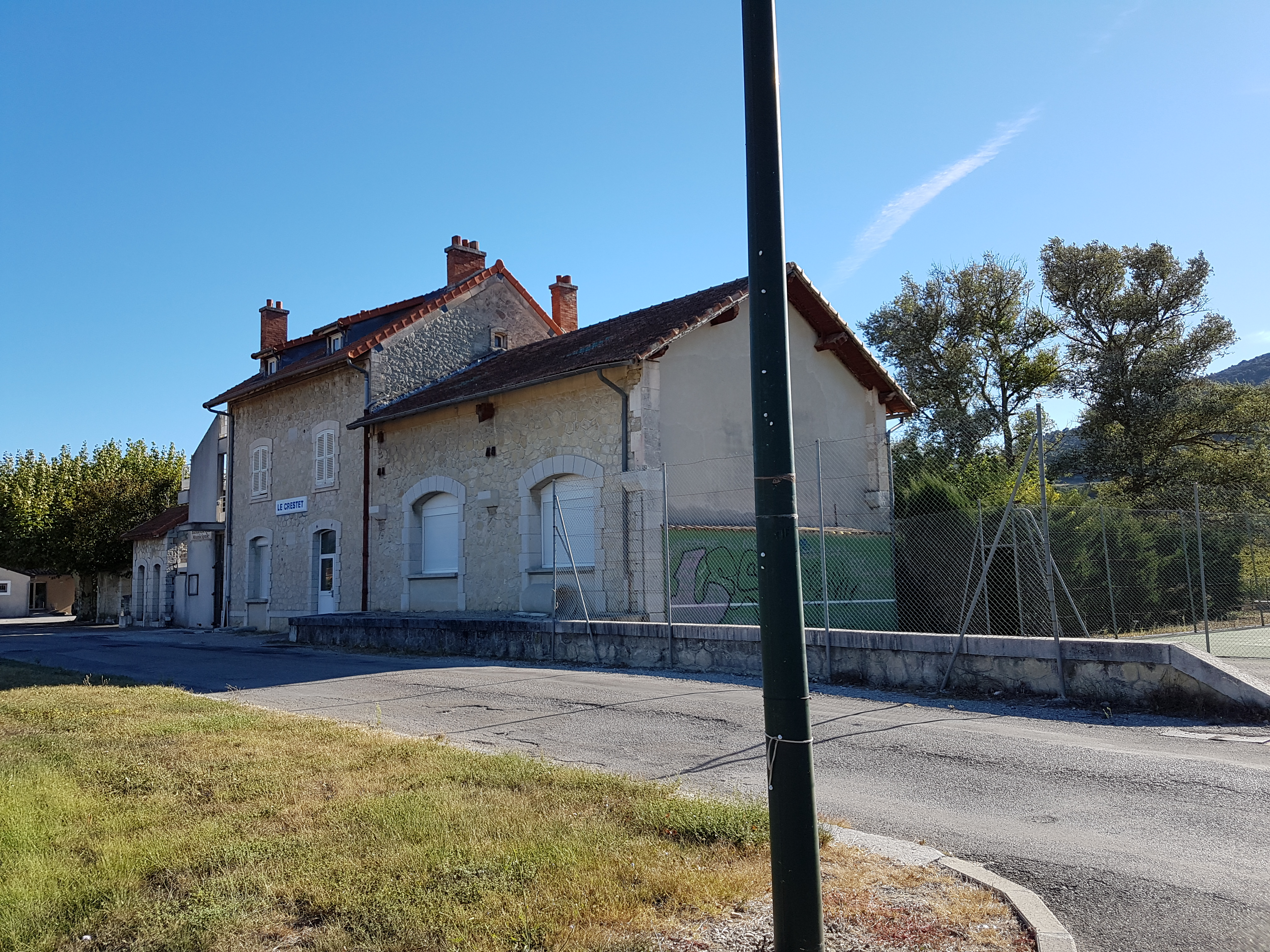
La gare du Crestet

Le premier projet de voie ferrée est dû à François Vigne, négociant lyonnais, originaire de Nyons, en 1860. Il envisage de relier Orange à Nyons par la vallée de l'Eygues. Mais les difficultés techniques et les crues fréquentes de la rivière mettent un terme au projet. 
Un arrêté préfectoral le relance 5 ans plus tard,. En effet, la région nord du Vaucluse est essentiellement agricole et faiblement peuplée et le chemin de fer est alors perçu comme un outil idéal de développement économique et industriel. À l'initiative du département Vaucluse, une commission mixte est créée avec le département de la Drôme en 1866 mais, partagée d'un côté entre la voie métrique et la voie normale de l'autre, elle n'aboutit à aucun résultat. En 1872, un projet de ligne de Vaison-la-Romaine à Buis-les-Baronnies vient se greffer au projet, avec la possibilité de relier la vallée du Rhône aux Alpes et à l'Italie.
La loi du 17 juillet 1879 (Plan Freycinet) concernant le classement de 181 lignes de chemin de fer dans le réseau des chemins de fer d’intérêt général retient en n°130 une ligne de « Vaison à Orange », grâce à une délégation vauclusienne venue rencontrer Charles de Freycinet. Le projet de Nyons est modifié pour devenir la Ligne de Pierrelatte à Nyons.
En mai 1885, les conseils municipaux de Carpentras et des communes environnantes proposent de créer une jonction à Violès avec la Ligne d'Orange à l'Isle - Fontaine-de-Vaucluse, refusée par le conseil municipal de Vaison l'année suivante, à cause de la différence d'écartement des voies.

### Concession à la Compagnie PLM

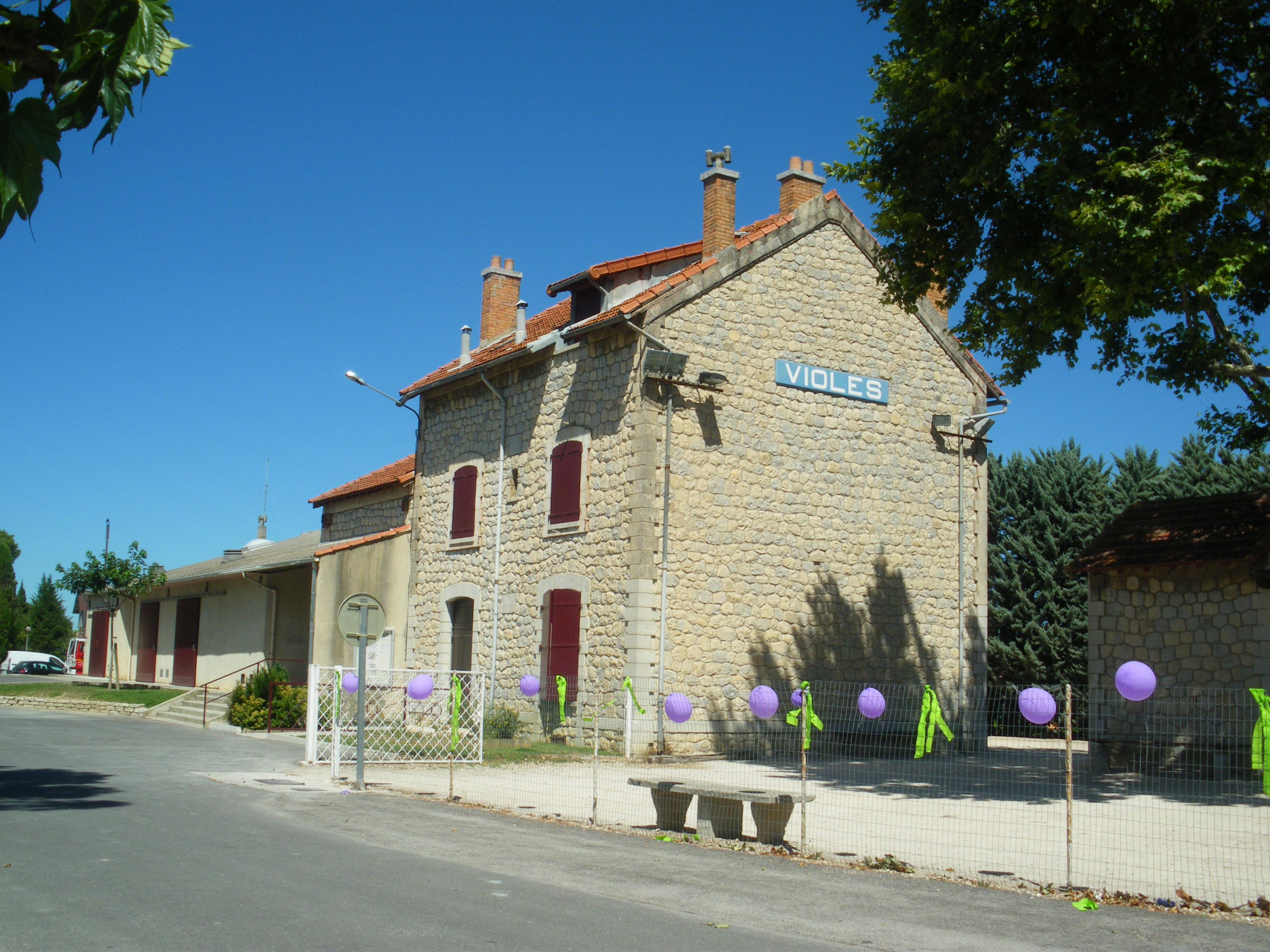
Ancienne gare de Violès

La section d'Orange à Vaison-la-Romaine est concédée à titre éventuel à la Compagnie des chemins de fer de Paris à Lyon et à la Méditerranée (PLM) par une loi le 2 août 1886, puis à titre définitif par une convention signée le 10 août 1893 entre le ministre des Travaux publics et la compagnie. La même convention fixe l'écartement de la voie de la ligne à un mètre. Elle est approuvée à la même date par une loi qui déclare d'utilité publique, à titre de ligne d'intérêt général, cette section de ligne. La section de Vaison-la-Romaine à Buis-les-Baronnies est concédée à titre éventuel, puis déclarée d'utilité publique à titre de ligne d'intérêt général et concédée définitivement par une loi le 16 juillet 1896. 
Le PLM est déjà fort occupé à construire et gérer de nombreuses lignes en France. Aussi, quand l'État lui confie l'exploitation de la ligne d'Orange à Buis-les-Baronnies, une ligne à faible potentiel et probablement déficitaire, elle sous-traite l'exploitation à la Société générale des chemins de fer économiques (SE) par un traité signé le 21 mai 1902. Ce traité est approuvé par un décret le 10 octobre 1905. Lors de la nationalisation, le 1er janvier 1938, la ligne est reprise par la SNCF qui continue à la faire exploiter par la SE.
Les travaux débutent en 1905, sous la direction du PLM. La main d’œuvre est constitués de locaux mais aussi d'étrangers, principalement des piémontais et espagnols ; la cohabitation entre ouvriers est tendue et parsemée d'incidents à consonance raciste.

### Exploitation
L'inauguration a lieu le 29 avril 1907 en présence des directeurs du PLM, de la SE et d'élus locaux. Un train inaugural quitte Orange à 8 h 1 et arrive à Buis à 11 h 40 ; il repart à 14 h pour arriver à 16 h 22. 
La veille, un incident met en émoi les habitants de Crestet : l'inscription officielle de la gare porte le nom de Malaucène-Crestet. L'inverse aurait pourtant dû se produire, la voie étant uniquement implantée sur le domaine administratif de Crestet. Contrairement aux autres gares, l'inscription est faite « subrepticement », la veille de l'inauguration, d'après le conseil municipal de Crestet. Cette étrangeté ne sera jamais corrigée et perdurera jusqu'à la fermeture. 
L'ouverture à l'exploitation a lieu le 10 mai 1907,. Deux puis trois trains mixtes (marchandise et voyageurs) effectuent 3 allers-retours par jour avec croisement à Vaison et Camaret ou Sablet,. Le parcours dure en moyenne 2h47. 
En plus des voyageurs, le train permet de transporter des fruits et légumes de la région (dont le raisin pour le vin) et des marchandises issues de la papeterie Bonfils d'Entrechaux (papier, tissus, vêtements...). En août 1911, des trains spéciaux sont mis en place lors des spectacles au théâtre antique d'Orange et circulent jusqu'à 3h du matin. Toutefois, le résultat d'exploitation est faible. À la demande du conseil municipal de Vaison, à partir 1er octobre 1911, les premiers et derniers trains de la journée permettent le transport de courrier,. 

### Déclin
Le développement du réseau des autobus et la démocratisation de l'automobile concurrencent le chemin de fer. La halte de Pierrelongue est fermée en 1933.
L'exploitation des trains de voyageurs cesse le 2 octobre 1938 à la faveur d'un service d'autocars mis en place par la SNCF. Un train mixte est remis en place en 1940,  le dernier train circule le 13 décembre 1952, avant l'arrêt définitif de l'exploitation
Il se fonde alors à Entrechaux un Comité de Défense et de Modernisation du chemin de fer qui lance une pétition pour la réhabilitation de la ligne. 90 % des signataires y sont favorables. S'ensuit même un article sur la ligne dans Paris Match, fait assez inhabituel de la part d'un magazine national pour une ligne secondaire,,. Un autre mouvement se crée février 1946 à Vaison, puis en mars à Violès, réclamant une mise à voie normale de la ligne en vue de moderniser le matériel roulant.
La ligne est déclassée en totalité par décret le 12 novembre 1954 et déferrée entre le printemps et l'automne 1955.

### Vestiges

#### Tracé et ouvrages d'art
La portion entre la maison du garde-barrière et la gare de Camaret est devenue une voie verte.
Une majeure partie de la section de Violès à Buis a été reconvertie en chemins communaux ou intégrée aux routes départementales. Ainsi, tous les ponts sur l'Ouvèze et celui sur le Trignon, ainsi que le tunnel d'Entrechaux sont ouverts à la circulation (voir Schéma de la ligne).
Le tunnel de Pierrelongue est reconverti en cave à vin, dite Cave du Tunnel ; le pont en cage des ateliers Eiffel qui suivait peu après est détruit à la dynamite en mars 1955,.

#### Bâtiments
La gare de Camaret est reconvertie en centre de loisir municipal "La gare aux enfants".
La gare de Violès et ses bâtiments annexes ont été aménagés en salle des fêtes en 1983, puis en caserne de sapeurs pompiers dont l'enseigne est toujours peinte sur le fronton.
La gare de Malaucène-Crestet est aujourd'hui une école. 
Sur le terrain de l'ancienne gare de Vaison se trouve aujourd'hui l'espace culturel de la ville. Le château d'eau en pierres, d'une capacité de 100 m3, n'a pas été détruit, bien qu'amputé de sa partie supérieure.
La gare terminus de Buis-les-Baronnies est aujourd'hui la mairie de la commune.
Les maisons de garde-barrières sont toujours en place et reconverties en habitations de particuliers,.

#### Dénominations
À l'entrée de Sablet, la route prend le nom de Chemin du Chemin de Fer, tandis qu'à l'entrée de Vaison, elle est dénommée Ancien chemin de la voie ferrée. 
Sur la commune d'Entrechaux se trouve un Chemin de l'Ancienne Voie Ferrée.
Une Avenue de la gare traverse la commune de Mollans.
Il subsiste une Rue de la gare à Vaison.

## Caractéristiques

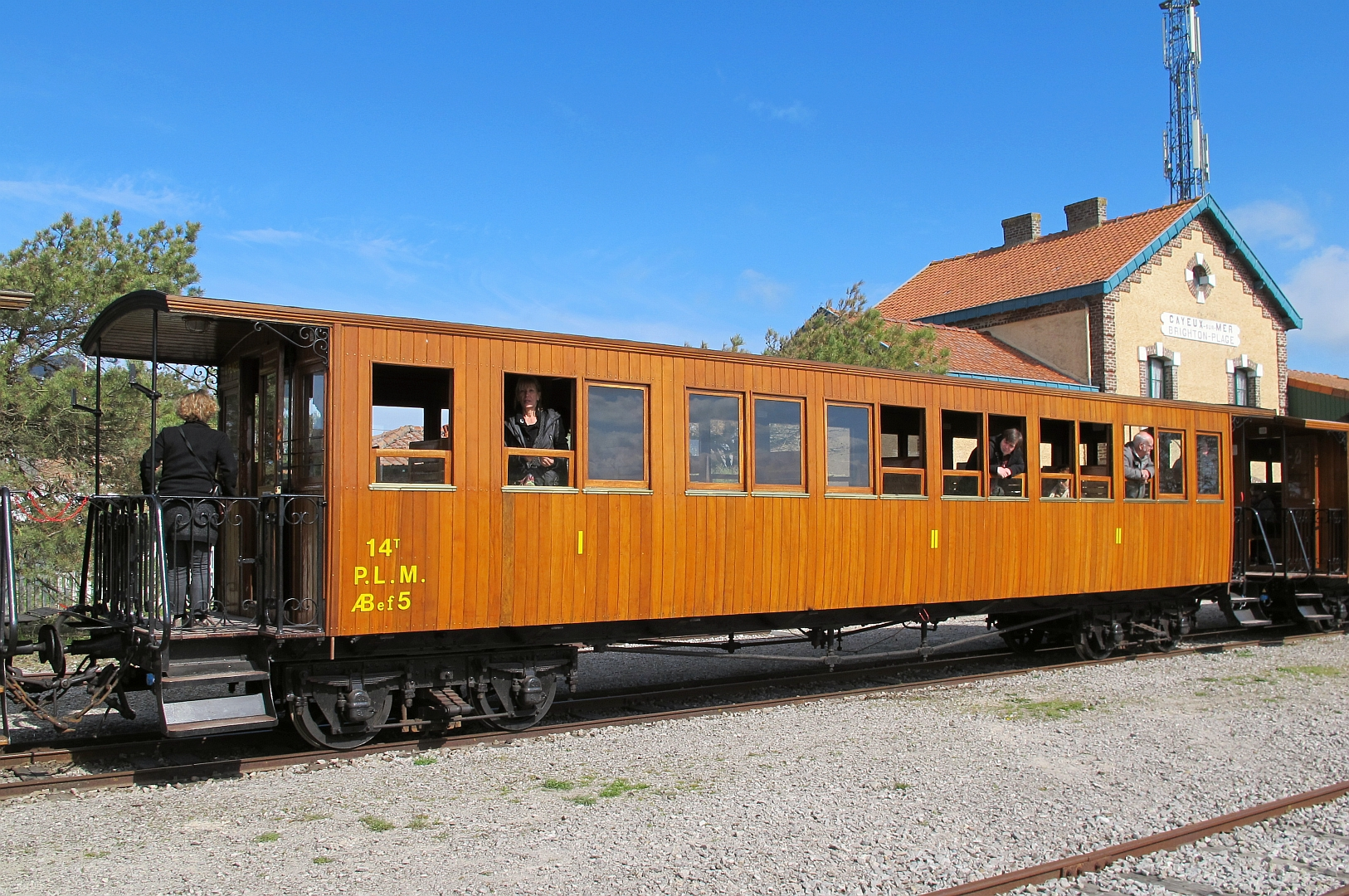
La voiture ABef 5 préservée.

### Gare de jonction
La gare d'Orange est le centre du réseau où se trouve le dépôt et les ateliers d'entretien.

### Matériel roulant

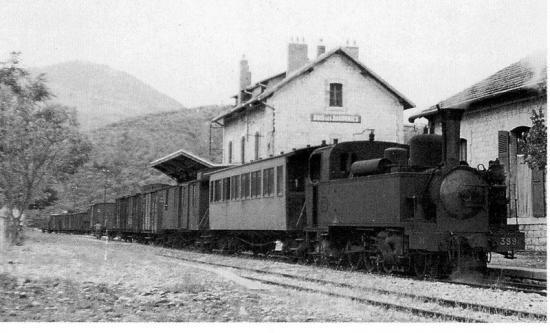
Locomotive 3994 en gare de Buis-les-Baronnies

#### Locomotives
- N°3 993 à 3 994, type 130T Decauville 1920,
- N°3 995 à 3 999, type 130T Corpet-Louvet 1907[3], numéro constructeur de n°1 108 à 1 112.

#### Voitures voyageurs
- Voitures à bogies N° ABef 1 à 10

Récupérées par Mme Chesneau, directrice d'une école pour handicapés légers à Peyrins (Drôme), les voitures ABef 4 et 5 servent de salles de classe entre 1955 à 1981. En 1999 , elles sont rachetées par le Chemin de fer de la baie de Somme puis en 2002 l'ABef 5 est remise en service sur le réseau,.

#### Wagons de marchandises
Un effectif de 128 wagons de marchandise, ainsi qu'une grue, sont utilisés pour l'exploitation de la ligne.